# 吳蔭培
吳蔭培（1851年2月26日—1930年12月30日），字树百，号颖芝(引之)、云庵、平江遗民，江蘇吳縣（今屬蘇州市）人。清末官員。

## 生平
吳蔭培生於咸豐元年（1851年2月26日）正月廿六日。天資穎異，18岁补博士弟子員，20岁孝廉。光緒十六年（1890年），考中庚寅恩科一甲第三名進士（探花），授翰林院編修。光緒三十一年（1905年），自费前往日本考察，歸國後，上疏創辦女子師範幼稚園、水產農林講習所等五事，經两江总督端方转奏，獲得採納。後歷官廣東廉州、潮州、贵州镇远府知府。
辛亥革命爆發後回鄉。從事慈善事業，亦曾捐資創立“吳中保墓會”，保護古墓以防盜掘。民国五年（1916年）總纂《吳縣志》。民國十九年（1930年）12月30日夜點燈前(傍晚)卒於蘇州，葬於枫桥白马涧祖茔。 

## 著作
有《岳云庵诗文稿》等。

## 前世今生
吳穎芝(引之)1921年朝拜普陀山會見印光法師曾提及自己前生為雲南僧人。再於1930年11月於蘇州報國寺與閉關的印光法師有一段對話。「余問：汝何以知前生是雲南僧？伊云：我二十六歲做一夢，至一寺，知為雲南某縣某寺，所見殿堂房舍，樹木形狀，皆若常見，亦以己為僧。」後經張一麐(張仲仁)印證此寺，絲毫不錯。

## 外部連結
- 印光大師上海護國息災法會法語 （页面存档备份，存于）